# Pseudodistoma inflatum
Pseudodistoma inflatum är en sjöpungsart som beskrevs av Kott 1992. Pseudodistoma inflatum ingår i släktet Pseudodistoma och familjen Pseudodistomidae. Inga underarter finns listade i Catalogue of Life.